# Гарсия Ортелано, Хуан
Хуа́н Гарси́я Ортела́но (исп. Juan García Hortelano; 1928, Мадрид — 3 апреля 1992, Мадрид) — испанский писатель и поэт «поколения 50-х». Самоучка. Лауреат премии Библиотеки Бреве.

## Биография
Сын врача и химика. Детство пришлось на Гражданскую войну. В юношестве много читал. Начал писать с 14 лет. В 1951 году вступил в коммунистическую партию. Получил юридическое образование в Мадридском университете. Занимал административную должность в правительстве Мадрида. Был дружен с Хуаном Бенетом, Карлосом Барралем, Хайме Хилем де Бьедмой, Хуаном Марсе и Анхелем Гонсалесом. Поклонник творчества Флобера, Пруста, Сартра, Бориса Виана и Сервантеса. Писал стихи. Занимался переводами и литературной критикой.
В 1964 году познакомился со своей будущей женой Марией. У них родилась дочь София. В 1988 году Хуану Гарсии Ортелано диагностировали рак лёгкого, от которого он впоследствии умер в 1992 году.

## Сочинения
- 1959 Новые привязанности / Nuevas amistades
- 1961 Летняя гроза / Tormenta de verano
- 1967 Люди Мадрида / Gente de Madrid
- 1972 El gran momento de Mary Tribune
- 1975 Apólogos y milesios
- 1977 Echarse las pecas a la espalda
- 1979 Los vaqueros en el pozo
- 1982 Gramática parda
- 1986 Preparativos de boda
- 1987 Mucho cuento
- 1988 Los archivos secretos
- 1990 Muñeca y macho
- 1995 La incomprensión del comercio
- 1997 Crónicas correspondidas
- 2001 Invenciones urbanas
- 2008 Cuentos completos.
- 2008 Crónicas, invenciones, paseatas

## Награды
- 1959: Премия Библиотеки Бреве за роман «Новые привязанности»